# Arnie Breeveld
Arnie Breeveld (Paramaribo, 28 juli 1939) is een Surinaams acteur, die voornamelijk in Nederland werkzaam is geweest.

## Biografie
Breeveld werd geboren in Paramaribo. In de jaren 60 speelde hij in Suriname bij CLD op hoog niveau basketbal. Hier begon hij ook op amateurniveau met acteren. In 1969 kwam hij, op uitnodiging van Henk van Ulsen, naar Nederland, om in een toneelproductie te gaan spelen. In 1971 had hij een rol in de voorstelling Oh! Calcutta!, naast onder anderen Willeke van Ammelrooy. In 1973 verscheen hij in Waar heb dat nou voor nodig van Wim T. Schippers.
Na enkele kleine televisierollen, maakte hij in 1974 zijn debuut op het witte doek in de film De vijf van de vierdaagse, waar hij naast Jan Blaaser, John Kraaijkamp sr., Jon Bluming en René van Asten een van de hoofdrollen vertolkte. Hierna speelde Breeveld diverse rollen op toneel en enkele kleine rollen in televisieseries. Ook was hij te zien in de klucht Drie in de pan naast Piet Bambergen en René van Vooren.
In 1989 bemachtigde Breeveld een bijrol in de Britse speelfilm The Cook, the Thief, His Wife and Her Lover van Peter Greenaway naast Helen Mirren. Vanaf datzelfde jaar was hij te zien in de Nederlandse komedieserie Laat maar zitten, waarin hij, tot 1991, in uiteindelijk 41 afleveringen te zien was.
Hierna richtte hij zich weer voornamelijk op toneelrollen. In 1995 had hij nog een kleine rol in Vrouwenvleugel. 
De laatste jaren geeft hij exposities van zijn schilderijen.

## Filmografie
- Hoffmans vertellingen (1971) - Leider van de Black Panthers
- Waar heb dat nou voor nodig (1973) - Ober/Wijze uit het Oosten
- De vijf van de vierdaagse (1974) - Hendrik Kater
- De watergeus (1976) - Arnie
- Kon hesi baka - Kom gauw terug (1977) - Hudson
- Goed volk (1979; Een dag uit het leven van Sien) - rol onbekend
- Drie in de pan (1983) - Jack
- The Cook, the Thief, His Wife and Her Lover  (1989) - Eden
- Laat maar zitten (1989-1991; 41 afleveringen) - Bruce
- Vrouwenvleugel (1995; Een lach en een traan) - Marvin
- Dochter (1997) - rol onbekend